# الغروب الأخير
الغروب الاخير، مسلسل اجتماعي سعودي كتبه عادل الجابري وأخرجه سائد بشير هواري انتج وعرض عام 2004، من بطولة حسن عسيري وزينب العسكري.

## قصة المسلسل
ماهي سعادة الإنسان الحقيقية أغلب الناس يقول انها في المال وهذا هو ما امن به بطل المسلسل بدر الذي نشا في بئية متوسطة وتمنى ان يصبح ثريا وقويا ومعتقدا ان ذلك هو سبيل السعادة الحقيقي ولهذا فهو يستغل كل من حوله ويحاول القضاء على كل من يقف في طريقه بمساعدة صديق له بنفس مواصفاته وبعد ان هدم المعبد على رؤس الجميع يكتشف ان له عائلة تحبه رغم ما فعله ويكتشف ان الحياة ما هي الا شمس تشرق وتغرب ولابد ان يكون لكل منا غروب اخير

## طاقم التمثيل
- زينب العسكري، بدور خلود.
- حسن عسيري، بدور بدر.
- أسمهان توفيق، بدور ام بدر.
- لمياء طارق، بدور عهود.
- محمد الحجي، بدور فارس.
- عمر الديني، بدور غريب.
- أميرة محمد، هنادي.
- احمد العليان، بدور خالد.